# Hit the Road Jack
«Hit the Road Jack» (укр. Паняй, Джеку) — пісня, написана американським ритм-енд-блюз виконавцем Персі Мейфілдом і вперше записана як а капела в 1960 році. Популярності набула після виконання Реєм Чарлзом у 1961 році. Пісня залишалася у чарті Billboard Hot 100 протягом двох тижнів.
Пісня займає 377 місце у списку 500 найкращих пісень усіх часів за версією журналу «Rolling Stone». Присвячена Джеку Керуаку.

## Відомі записи
- Рішар Антоні (1961), по-французьки як «Fiche le camp, Jacques»
- The Animals (1966)
- Гелен Редді (1972), з альбому I Am Woman
- Моніка Зеттерлунд — шведська версія під назвою «Stick iväg Jack»
- Сюзі Кватро (1974)
- The Stampeders і Wolfman Jack (Роберт Вестон Сміт) (1975)
- Джон Мелленкемп (1976)
- Big Youth (1976), реггі-версія пісні
- Blind Date (1986)
- The Residents (1987)
- Девід Йохансен (1989)
- Tokyo Ska Paradise Orchestra (1990)
- Ширлі Хорн (1993)
- The Weather Girls (1999)
- Hermes House Band (2004)
- Miyavi (2005 - live)
- Basement Jaxx (2006)
- Tic Tac Toe (2006)
- Mo' Horizons (португальською як «Pé Na Estrada»)
- The Easybeats
- Sha Na Na
- Рене Олстед (2009)
- Джеймі Каллум і Тім Мінчін (2009 - live)
- Acid Drinkers (2010)
- John Farnham (2010)
- Кейсі Абрамс і Гейлі Рейнгарт (2012)
- Pentatonix (2013)
- The Overtones і Беверлі Найт (2013)
- Роббі Вільямс (2014)

## Чарти
| Чарт (1961)                               | Найвища позиція |
| ----------------------------------------- | --------------- |
| Австралія (Kent Music Report)             | 3               |
| Бельгія (Ultratop Flanders)               | 13              |
| Франція (SNEP)                            | 42              |
| Велика Британія (Official Charts Company) | 6               |
| США Billboard Hot 100                     | 1               |
| США Hot R&B Sides (Billboard)             | 1               |

| Чарт (2011)    | Найвища позиція |
| -------------- | --------------- |
| Франція (SNEP) | 90              |